# Cecilia de Madrazo

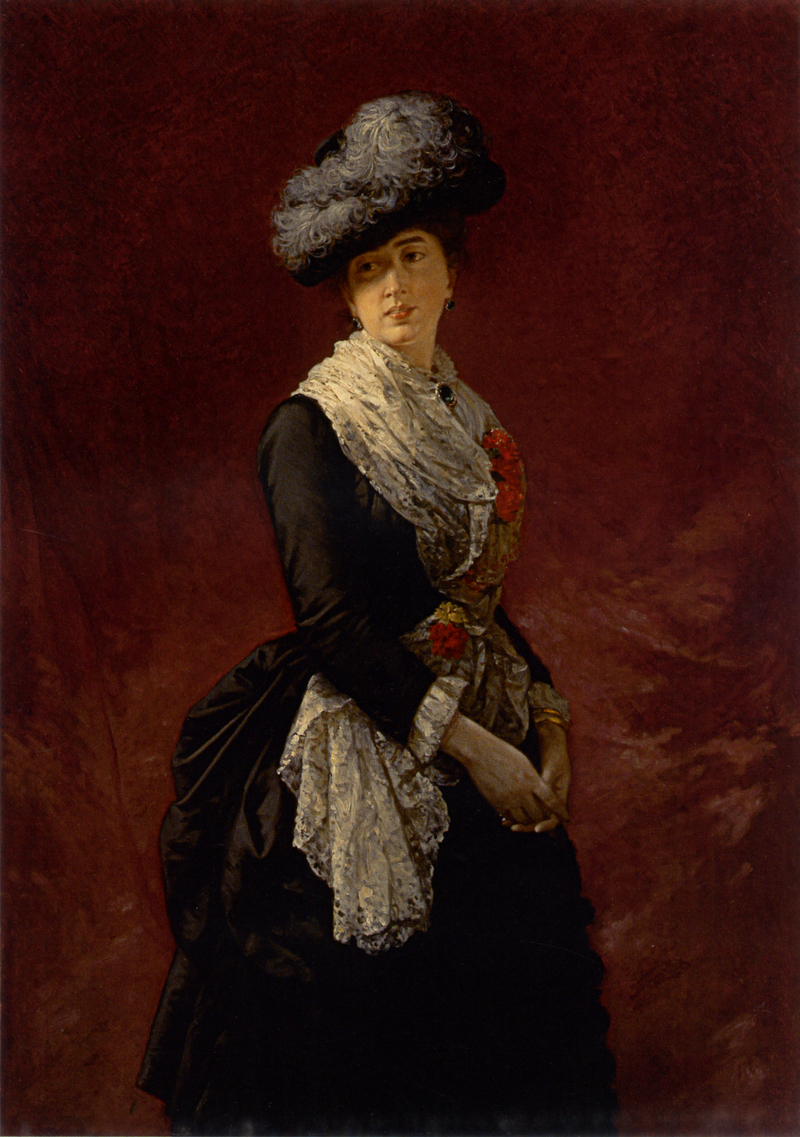
Retrato de Cecilia de Madrazo, pintado en 1880 por su tío Luis de Madrazo.

Cecilia de Madrazo Garreta (Madrid, 20 de diciembre de 1846-Venecia, agosto de 1932) fue una coleccionista de antigüedades y de tejidos, casada siete años con Mariano Fortuny y Marsal, para desarrollar luego una trayectoria propia, durante más de cincuenta años.

## Biografía
Nació en Madrid en una familia de artistas: es hija del pintor Federico Madrazo, nieta del pintor José Madrazo y de Isabel Kuntz Valentini (hija a su vez del pintor polaco Tadeusz Kuntz, bisabuelo por tanto de Cecilia), sobrina de los pintores Pedro Madrazo y Luis Madrazo, y hermana del también pintor Raimundo Madrazo y Ricardo Madrazo. Se llama como su tía Cecilia de Madrazo y Kuntz.
Estudió en el Real Colegio de Nuestra Señora de Loreto. Dispuso de biblioteca familiar y de entrada libre en el Museo del Prado, que dirigía su padre. Durante su juventud, viajó por Europa, aprendió idiomas y fue una virtuosa pianista y asistió a las tertulias artísticas y acontecimientos musicales de Madrid.
En 1867 contrajo matrimonio con Mariano Fortuny y Marsal. Tuvieron dos hijos: María Luisa y Mariano Fortuny y Madrazo. Jugó un papel clave entre su padre y, al menos, tres de sus hermanos: Isabel, con la que estudia y convive hasta que rompen; Ricardo, que se va a vivir con ella cuando se casa con Fortuny y con el que mantiene una especial afinidad hasta su muerte; y Raimundo, con el que comparte casa en París, cuando ambos son viudos con niños pequeños.
Su vida transcurrió en Madrid, Granada, Roma, París y Venecia. En 1875, tras la muerte de su esposo en Roma en noviembre del año anterior, Cecilia y sus hijos se trasladaron a París. En 1889, la familia se mudó a la que fue la última residencia de Cecilia, el palacio Martinengo de Venecia.

### Correspondencia
A través de su correspondencia se ha podido reconstruir la vida de Cecilia y de su época. En sus cartas hablaba de partos, de crianzas, de costuras y de arreglos, pero además manejaba con soltura el quién es quién, opinaba de artistas y comentaba sobre el mercado del arte. Sus cartas recogen su capacidad para ser ella misma en diversas situaciones. Son tiempos convulsos. En España la revolución de 1868 supone un disgusto enorme para su padre, que pierde la dirección del Museo del Prado.

## Coleccionista textil
Durante el siglo XIX el perfil de los coleccionistas de tejidos continuó siendo un fenómeno que atrajo a un exclusivo grupo caracterizado por la sensibilidad intelectual y artística. El coleccionismo textil se daba en ámbitos muy elitistas o especializados, por tanto, el hecho de pertenecer a la familia Madrazo y ser esposa de Mariano Fortuny fueron determinantes para avivar en Cecilia el gusto por el coleccionismo de piezas textiles antiguas. Además de abundar los artistas, en la familia existía la inquietud de atesorar obras de arte, por lo que se convirtieron en grandes entendidos que «fueron considerados y consultados como asesores artísticos». La afición por el coleccionismo textil de Cecilia comenzó en España, recorriendo junto a su marido «tiendas y casas particulares en busca de tejidos raros».
Colaboró con su marido, durante siete años hasta su fallecimiento, en la búsqueda y compra de antigüedades, además de llevar la casa, tanto en los aspectos sociales como en la gestión económica de la carrera del pintor. Y se integró en el amplio círculo de artistas que les rodeaba.
En 1875, meses después de la repentina muerte de Fortuny, Cecilia se trasladó a París y con la ayuda de familiares y amigos, entre los que se encontraban su hermano Raimundo y el barón de Davillier, organiza la venta de una parte de las obras y colecciones de su marido. En el Hotel Drouot de París, del 26 al 30 de abril de 1875, salieron a subasta más de sesenta piezas textiles que databan del siglo XIII al XVIII, tanto fragmentos de tejidos como indumentaria religiosa. «Algunas de las piezas no vendidas o adquiridas nuevamente por la familia, junto con otras que no entraron en el lote subastado, pasaron a la colección particular de Cecilia de Madrazo, tan importante si cabe, o más, que la de su propio marido.»
Años más tarde, en 1889, Cecilia comenzó una nueva etapa, trasladando su residencia a Venecia e instalándose en el palacio Martinengo, cuyo ambiente evocaba el estudio de pintura de su marido en Roma. Se hizo wagneriana y protegió la carrera artística de su hijo Mariano lejos de Madrid.Continuó su afición por las telas antiguas, ampliando su colección y adquiriendo piezas que le ofrecían.Vivió el resto de su vida en el palacio Martinengo junto a su hija María Luisa, rodeada de su colección de tejidos antiguos. Tras su muerte en 1932, estos pasaron a formar parte de la colección de su hijo Mariano.